# Buse de l'Himalaya
Buteo refectus
Espèce
La Buse de l'Himalaya (Buteo refectus) est une espèce d'oiseaux de la famille des Accipitridae.

## Taxinomie
Cet oiseau est considéré par certaines autorités taxinomiques comme une sous-espèce de la Buse variable (B. buteo).